# Клинчени (футбольный клуб)
«Клинчени» (рум. Club Sportiv LPS HD Clinceni) — румынский футбольный клуб из города Клинчени. Основан в 2005 году. В сезонах 2019/20–2021/22 выступал в Лиге I, высшем дивизионе чемпионата Румынии по футболу.

Предыдущая эмблема команды (2015–2021)

## История

### «Буфтя», первые годы и восхождение (2005–2013)
Клуб «Академика Клинчени» был основан в 2005 году под названием «КС Буфтя» и изначально располагался в городе Буфтя, жудец Илфов. «Буфтя» был образован в результате слияния местной команды, которая играла в четвёртом дивизионе и «Циментул Фиени», первыми цветами клуба были красный, белый и синий. Команда заняла место «Циментула» в Лиге III, серии 3, где по итогам сезона заняла 6-е место. Следующий сезон 2006/07 клуб, расположенный всего в 20 км к северо-западу от Бухареста финишировал на 3-м месте и завоевал бронзовые медали, отстав от чемпионов «Конкордии Кьяжны» на 13 очков и от «Ювентуса Бухарест» на 8 очков. Восхождение клуба продолжилось, и в конце сезона 2007/08 он занял второе место в серии 3, где полностью доминировал «Плоешти», опередивший «Буфтю» на 19 очков. После турнира плей-офф, проведённого на нейтральной территории в Кымпине на стадионе «Пояна», «Буфтя» впервые в своей истории вышел в Лигу II. Повышение было получено после победы в первой группе турнира плей-офф, в составе которой также были «Ювентус Бухарест» и «Аэростар Бакэу».
Летом 2008 года после выхода в Лигу II, президент команды Сорин Думитреску и генеральный менеджер Думитру Тюдор поняли, что им будет довольно сложно удержаться во втором дивизионе и начали сотрудничество с топ-менеджером команды «Политехника Тимишоара». Благодаря этому сотрудничеству в «Буфтю» прибыли в аренду ряд важных игроков, таких как Кристиан Циммерманн, Иоан Мера, Алин Рациу, Мариан Киу, Адриан Попа, Кристиан Скутару, Артур Патрац, Александру Поповичи, Флорин Санду, Адриан Попараду, Мансур Гуйе и Мирча Аксенте. С этой командой мечты, в которой более половины игроков были арендованы у «Политехники Тимишоары», «Буфтя» быстро стала восприниматься как спутник «бело-фиолетового» клуба. На скамейке запасных оказались Ион Балаур (главный тренер), Даниэль Ифтоди и Василе Качуреак (помощники тренера), Николае Чокаништяну (тренер вратарей), а клуб завершил осеннюю часть сезона на почётном седьмом месте с 23 очками, опередив такие команды, как «Петролул», «Спортул Студенцеск», «Конкордия», «Ботошани» и «Бакэу». Во время зимнего перерыва сотрудничество с «Политехникой» было прервано, клуб с берегов Беги выбрал «Глорию Бузэу» в качестве нового неформального партнёра, президент Сорин Думитреску покинул клуб, вместо него был назначен Константин Ницэ, все важные игроки перешли в «Глорию» и технический персонал подал в отставку. В январе 2009 года исполнительным президентом была назначена футбольный агент Ана Мария Продан, а новым главным тренером стал Кристиан Чермуре, результаты были намного ниже ожиданий, команда набрала всего 10 очков и избежала вылета в основном благодаря очкам, набранным в первой части сезона.
Тяжёлая весна 2009 года стала для города Буфтя явным доказательством того, что клуб не может поддерживать себя в финансовом отношении на этом уровне, и в июле 2009 года мэр города объявил, что команда продала своё место в Лиге II «Сэгяте Стежару» за 500 000 евро и что клуб продолжит играть в Лиге III вместо «Сэгяты», два клуба практически поменялись местами. После эпизода «самоуничтожения» клуб начал сезон Лиги III с небольшого изменения названия, теперь известного как «АКС Буфтя», но с тем же логотипом и цветами. 5-е место в конце сезона, за которым последовало 8-е место в сезоне 2010/11, поставило клуб в тень и теперь он являлся лишь середняком третьей лиги в системе футбольных лиг Румынии.
Летом 2011 года «Буфтя» собрала команду под руководством президента Сорина Думитреску (уже бывшего президентом клуба во время кампании 2007–2008 годов) и главного тренера Лави Хриба и вопреки всему получила повышение в Лигу II, которое было оспариваемо до последнего тура сезона, главный соперник «Вииторул Домнешти» финишировал с тем же количеством очков, что и «Буфтя» (51). После у клуба возникли те же финансовые проблемы, что и раньше, но на этот раз гораздо более серьёзнее. Летом 2012 года город решил, что не может финансово поддерживать клуб в Лиге II и приказал футбольному клубу выйти из состава участников ещё до начала сезона. Между тем, группа бизнесменов из Снагова проявила интерес к приобретению клуба, но переговоры ещё продолжались, когда команде предстояло сыграть предварительный раунд Кубка Румынии против команды Лиги III «Берчени». Чтобы не быть исключёнными, команда отправила на поле одиннадцать футболистов, состоящих в основном из молодых игроков и потерпела не только самое большое поражение в истории клуба, но вероятно и самое большое поражение в истории румынского футбола 0:31. Наконец, купленный группой частных спонсоров клуб был зачислен в чемпионат, главный тренер Лави Хриб, который вывел клуб в Лигу II был уволен после нескольких туров, его заменил Джани Кирицэ, который затем был заменён во время зимнего перерыва на Валентина Бэдоя. Удивительно, но команда показала хорошие результаты, заняв 6-е место по итогам сезона, что стало лучшим результатом в истории клуба.

### «Академика», клуб на дорогах[уточнить](2013–2017)
2 августа 2013 года клуб был продан его частными владельцами коммуне Клинчени, где в то время была команда «Интер Клинчени» в Лиге III. Процедура прошла быстро, «Буфтя» сменила название на «Клинчени», красный, белый и синий цвета были изменены на чёрный и синий, «Интер Клинчени» остался в Лиге III, а его лучшие игроки вместе с группой игроков из «Буфти» вошли в новый состав клуба, Валентин Бэдой был назначен главным тренером. По итогам сезона 2013/14 клуб занял 4-е место в серии I Лиги II, что стало улучшением результата, достигнутого в прошлом сезоне.

Эмблема команды (2013–2014)

Летом 2014 года оказалось, что хорошие результаты клуба не обеспечивают также финансовой безопасности, коммуна Клинчени решила продать клуб всего через год после его покупки. Новым покупателем стал Константин Морояну, бизнесмен и владелец крупнейшего румынского производителя кофе Фортуна. Морояну решил провести ребрендинг клуба и перевезти его за пределы жудеца Илфов, а точнее в Питешти, жудец Арджеш, в 115 км от Клинчени. Клуб был переименован в «Академику Арджеш», чёрные и синие цвета были заменены новыми белыми и фиолетовыми, а менеджером был нанят Мариус Бачу. «Академика Арджеш» начиналась как проект, который должен был заменить «Арджеш Питешти», традиционный клуб города и двукратный чемпион Румынии, который был объявлен банкротом в том же году. Новый проект, однако, не вызвал ни симпатии болельщиков, ни финансовой поддержки местных властей и после сезона 2014/15, в котором «Академики» боролись за повышение в классе до конца, окончательно проиграв его «Волунтари», Морояну отказался от клуба и продал его обратно коммуне Клинчени.
Летом 2015 года, вернувшись в Клинчени, «Академика Арджеш» была переименована в «Академику Клинчени», цвета были снова изменены с белого и фиолетового на чёрно-синий, а логотип также претерпел некоторые изменения. Бывшие футболисты Богдан Апосту и Ласло Балинт были назначены генеральным менеджером и главным тренером соответственно. Зимой 2016 года финансовые проблемы вернулись к «Академикам» и после тяжёлого периода, во время зимнего перерыва клуб снова был продан. Вскоре после сделки в румынской прессе стало появляться много статей о том, что клуб купила китайская компания. По итогам сезона «чёрно-синие» заняли заслуженное 6-е место.

### «Академики» идут вверх (2017–2022)
Летом 2017 года местные власти из Клинчени вернули клуб в собственность, бывший футболист Сорин Параскив был назначен генеральным менеджером, а Эрик Линкар главным тренером. «Академики» также вернулись к старым методам и начали сотрудничество с самым титулованным клубом Румынии «Стяуа», который предоставил в аренду некоторых молодых игроков в округ Илфов. Во время зимнего перерыва Эрик Линкар покинул клуб, его заменил Илие Поэнару, и «чёрно-синие» завершили чемпионат на 6-м месте. Сезон 2018/19 был фантастическим для клуба, который под руководством Илие Поэнару и с командой, состоящей из молодых игроков, взятых в аренду у «Стяуа» и игроков, которые выросли в академии Спортул Студенцеск, а некоторые поиграли в высшей лиге, например Василе Олариу, Пол Пырвулеску и капитан Рэзван Патриче. «Академика Клинчени» впервые в своей истории вышла в Лигу I, превзойдя такие команды, как «Университатя Клуж», «Петролул», «Арджеш» и «УТА Арад».

### LPS HD Клинчени (с 2022 года)
После вылета из Лиги I и прямого перехода в Лигу III из-за финансовых проблем, «Академика» приняла решение начать с Лиги IV. Начиная с сезона 2022/23 команда играет в Серии 2 Лиги IV жудеца Илфов, под руководством бывшего вратаря «Стяуа» Хельмута Дукадама.

## История названий клуба
| Годы       | Название           |
| 2005–2009  | КС Буфтя           |
| 2009–2013  | АКС Буфтя          |
| 2013–2014  | ФК Клинчени        |
| 2014–2015  | Академика Арджеш   |
| 2015–2022  | Академика Клинчени |
| 2022–н. в. | LPS HD Клинчени    |

## Достижения
Лига II
- Серебряный призёр (2): 2014/15[англ.], 2018/19

Лига III
- Победитель (1): 2011/12[англ.]
- Серебряный призёр (1): 2007/08[англ.]
- Бронзовый призёр (1): 2006/07[англ.]

## Статистика выступлений в чемпионатах Румынии
| Сезон   | Ранг | Турнир               | Место | И  | В  | Н  | П  | ГЗ | ГП | Очки |
| ------- | ---- | -------------------- | ----- | -- | -- | -- | -- | -- | -- | ---- |
| 2005/06 | 3    | Лига III (Серия III) | 6     | 26 | 12 | 4  | 10 | 44 | 33 | 40   |
| 2006/07 | 3    | Лига III (Серия III) | 3     | 32 | 17 | 6  | 9  | 55 | 42 | 57   |
| 2007/08 | 3    | Лига III (Серия III) | 2     | 34 | 24 | 4  | 6  | 67 | 30 | 76   |
| 2008/09 | 2    | Лига II (Серия I)    | 13    | 30 | 8  | 9  | 13 | 47 | 61 | 33   |
| 2009/10 | 3    | Лига III (Серия III) | 5     | 34 | 17 | 7  | 10 | 62 | 42 | 58   |
| 2010/11 | 3    | Лига III (Серия II)  | 8     | 28 | 10 | 6  | 12 | 42 | 48 | 36   |
| 2011/12 | 3    | Лига III (Серия III) | 1     | 26 | 15 | 6  | 5  | 47 | 23 | 51   |
| 2012/13 | 2    | Лига II (Серия I)    | 6     | 24 | 9  | 5  | 10 | 34 | 38 | 32   |
| 2013/14 | 2    | Лига II (Серия I)    | 4     | 22 | 10 | 7  | 5  | 41 | 28 | 37   |
| 2013/14 | 2    | Лига II (Серия I)    | 4     | 20 | 9  | 5  | 6  | 30 | 23 | 32   |
| 2014/15 | 2    | Лига II (Серия I)    | 2     | 22 | 14 | 4  | 4  | 44 | 16 | 46   |
| 2014/15 | 2    | Лига II (Серия I)    | 2     | 32 | 20 | 7  | 5  | 67 | 21 | 67   |
| 2015/16 | 2    | Лига II (Серия I)    | 6     | 24 | 13 | 4  | 7  | 45 | 23 | 43   |
| 2015/16 | 2    | Лига II (Серия I)    | 6     | 10 | 2  | 2  | 6  | 15 | 27 | 27   |
| 2016/17 | 2    | Лига II              | 14    | 34 | 11 | 6  | 17 | 47 | 69 | 39   |
| 2017/18 | 2    | Лига II              | 6     | 38 | 16 | 10 | 12 | 63 | 54 | 58   |
| 2018/19 | 2    | Лига II              | 2     | 38 | 28 | 3  | 7  | 77 | 24 | 87   |
| 2019/20 | 1    | Лига I               | 10    | 26 | 4  | 10 | 12 | 30 | 47 | 22   |
| 2019/20 | 1    | Лига I               | 10    | 14 | 7  | 0  | 7  | 14 | 21 | 32   |
| 2020/21 | 1    | Лига I               | 5     | 30 | 10 | 14 | 6  | 30 | 26 | 44   |
| 2020/21 | 1    | Лига I               | 5     | 10 | 3  | 2  | 5  | 10 | 15 | 33   |
| 2021/22 | 1    | Лига I               | 15    | 30 | 3  | 5  | 22 | 21 | 64 | 14   |
| 2021/22 | 1    | Лига I               | 15    | 9  | 0  | 0  | 9  | 4  | 32 | –19  |

- ↑  1: С команды было снято 26 очков из-за финансовых проблем